# Mark Stockwell
Mark William Stockwell (Brisbane, 5 luglio 1963) è un ex nuotatore australiano.
Specializzato nello stile libero, ha vinto tre medaglie alle olimpiadi di Los Angeles 1984, due d'argento e una di bronzo.
Nella finale dei 100 m stile libero delle Olimpiadi di Los Angeles (nella quale partì da favorito), fu sconfitto dallo statunitense Rowdy Gaines al fotofinish, manifestando ampiamente il suo dissenso per una falsa partenza dell'avversario. La pistola esplose il colpo in modo assai repentino. In realtà, dopo le proteste di Stockwell, i controlli di rito manifestarono che, al momento dello start, Rowdy Gaines era risultato il più reattivo di tutti i finalisti senza essersi mosso prima, mentre il nuotatore australiano si era preparato più lentamente dello statunitense sui blocchi di partenza.

## Palmarès
- Giochi olimpici

Los Angeles 1984: argento nei 100 m sl e nella staffetta 4x100 m sl, bronzo nella staffetta 4x100 m misti.
- Giochi PanPacifici

1985 - Tokyo: bronzo nei 50 m sl.